# Cave Johnson

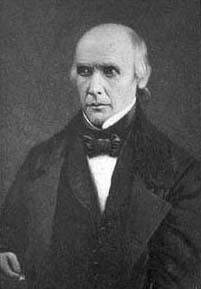
Cave Johnson

Cave Johnson (* 11. Januar 1793 im Robertson County, Südwest-Territorium; † 23. November 1866 in Clarksville, Tennessee) war ein US-amerikanischer Politiker, der dem Kabinett von US-Präsident James K. Polk als Postminister angehörte.
Nach der Schulausbildung besuchte Johnson das Cumberland College in Nashville. Er studierte Jura, wurde 1814 in die Anwaltskammer aufgenommen und arbeitete als Jurist in Clarksville. 1817 wurde er Staatsanwalt des Montgomery County.
1829 wurde der Parteigänger von Andrew Jackson für den Staat Tennessee ins US-Repräsentantenhaus gewählt, dem er zunächst vier Sitzungsperioden lang bis 1837 als Vertreter des achten Wahlbezirks angehörte; in dieser Zeit war er Vorsitzender des Ausschusses für privaten Landbesitz. Nach verpasster Wiederwahl im Jahr 1836 gelang ihm zwei Jahre später die Rückkehr nach Washington: So folgten noch drei weitere Amtszeiten im Kongress, in denen er mehreren Ausschüssen vorstand.
Nachdem James K. Polk im März 1845 sein neues Amt als US-Präsident angetreten hatte, berief er Cave Johnson als Postmaster General in sein Kabinett. In seiner vierjährigen Amtszeit veränderte er das Zustellungssystem in den USA grundlegend. Wurden Briefe bis dahin per Nachnahme bezahlt, gab es ab 1847 durch die Einführung von Postwertzeichen die Möglichkeit der Vorabzahlung. Zudem geht die Einführung von Briefkästen in Großstädten auf ihn zurück. Des Weiteren war Johnson an der Einrichtung der ersten regelmäßigen Postdampfschifflinie zwischen den USA und dem europäischen Festland beteiligt, die 1847 von der neu gegründeten Ocean Steam Navigation Company zwischen New York und Bremerhaven in Betrieb genommen wurde.
Gemeinsam mit James K. Polk, der nach vier Jahren nicht mehr kandidierte, schied Cave Johnson aus der Regierung aus. Er fungierte zunächst von 1850 bis 1851 als Richter für den 7. Bundesgerichtskreis; von 1854 bis 1860 war er Präsident der Bank of Tennessee.